# ジョン・ブランク

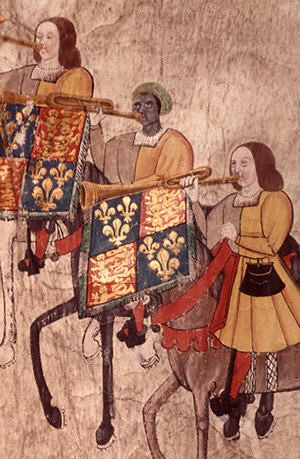

ジョン・ブランク (ローマ字表記 Blancke 或いは Blak) (fl. 1501–1511) は、初期チューダー朝からロンドンに住んでいたアフリカ人の子孫の音楽家である。彼は恐らく1501年にキャサリン・オブ・アラゴンのアフリカ人随行員の一人としてイングランドに来た。彼はローマ時代以降の英国における、もっとも初期に記録された英国黒人のひとりである。彼の名は、彼の肌の色を示しているのかも知れないが、英語のblackやフランス語の白（blanc）からの由来しているとも考えられる。

## 背景
歴史家オニエカ・ヌビアは、2013年の著書''Blackamoores: Africans in Tudor England, their Presence, Status and Origins''及び二つの記事にてブランクの起源に関して書いている。記事のうちのひとつは2012年秋に雑誌History Today に掲載した "Tudor Africans: What's in a Name?"  で、他の一つは2012年7月に出版されたBBC History Magazineに掲載された "The Missing Tudors. Black People in 16th Century England" である。
ブランクの生涯についてはほとんど知られていないが、彼はヘンリー7世王から一日8ペンス支払われていた。 王室財務室の宝蔵室の出納簿のある残存史料は 1507年1月の賃金として"トランペット奏者のジョン・ブランク"へ20シリングの支払いを記録していて、それは翌年を通して毎月同じ額が支払われている。彼はヘンリー8世に嘆願し、8ペンスから16ペンスへの賃上げに成功した。 
シドニー・アングロ（Sydney Anglo）博士は1507年の宮廷記録における「トランペット奏者ブランク」が1511年のウェストミンスター馬上競技会の巻物に二度描かれている黒人と同じだということを指摘した最初の歴史家だった。博士はヘンリー7世の宮廷祝祭に関する記事の註釈でこのことを指摘した。 ウェストミンスター馬上競技会の巻物は、全長60フィート（約20メートル）、幅37センチの長い写本であり、英国の紋章院に保存されている。競技会は、ヘンリー8世とキャサリンの子息であるコーンウォール公ヘンリー（1511年1月1日誕生、2月22日逝去）の誕生を祝うため2月12日（又は13日）に実施された豪華な競技会で、競技会の巻物は王室の所有物を列挙している。ジョン・ブランクは二度描かれており、ひとつは王室の従者のひとりとして6人の騎乗トランペット奏者として描かれている。6人のトランペット奏者は全員黄色と灰色の同じ征服を着て、イングランド王室紋章 で飾られたトランペットを奏でている。ブランクだけ茶と黄色のターバンを着け、その他5名は無帽で長髪をさらしている。2度目に描かれた場面では、彼は緑と金色の髪覆いをしている。 
黒人のトランペット奏者やドラム奏者は、1470年代のナポリの王室船 Barchaのためのトランペット奏者を含め、他のルネサンス期の諸都市でも記録されており、1555年のコジモ・ディ・メディチのガレー船奴隷として記録されたトランペット奏者や、ジェームズ4世のエディンバラの宮廷における黒人ドラマーなどがいる。

## 記念
英国のラッパーで小説家のアカラは2019年に発表した小説『The Dark Lady』では、ジョン・ブランクに基づいたキャラクターが登場している。
2022年には、ロンドンのグリニッジにある旧王立海軍大学の敷地内にある、音楽とダンスの学校トリニティ・ラバンが現在利用している1705年建築のキング・チャールズ・コートに、ヌビアン・ジャク・コミュニティ・トラストがジョン・ブランクを記念して、ブルー・プラーク（英国史跡案内板）を設置した。
2022年5月には、リヴァプールのウォーカー・アート・ギャラリーで開催された展示会 The Tudors: Passion, Power and Politicsで、20年ぶりにウェストミンスター馬上競技会の巻物が公開され、ブランクの2つのポートレートが展示された。これはロンドン以外の場所での最初の展示だった。

## 関連文献
- David Bindman, Henry Louis Gates, Jr., Karen C. C. Dalton, The Image of the Black in Western Art: pt. 1. From the 'age of discovery' to the age of abolition: artists of the Renaissance and Baroque, Volume 3, Part 1 of The Image of the Black in Western Art; Harvard University Press, 2010, ISBN 0674052617, p. 236
- Imtiaz H. Habib, Black Lives in the English Archives, 1500–1677: Imprints of the Invisible, Ashgate Publishing, 2008, ISBN 0754656950, p. 39
- Miranda Kaufmann, "John Blanke, the Trumpeter", in Black Tudors: The Untold Story, Oneworld Publications, 2017, pp. 7–31
- K. J. P. Lowe, Black Africans In Renaissance Europe, Cambridge University Press, 2005, ISBN 0521815827, p. 39
- Marika Sherwood, "Blacks in Tudor England", History Today, Volume: 53 Issue: 10